# Mã Tư Thông
Mã Tư Thông (phồn thể: 馬思聰, giản thể: 马思聪, bính âm: Mǎ Sīcōng, chú âm thông dụng khác: Ma Sitson), sinh ngày 7 tháng 5 năm 1912 tại Hải Phong, mất ngày 20 tháng 5 năm 1987 tại Philadelphia, là một nghệ sĩ vĩ cầm và nhà soạn nhạc Trung Quốc. Ông có biệt danh "Trung Quốc tiểu đề cầm đệ nhất nhân", tức là "vua vĩ cầm Trung Quốc". Bài Tư hương khúc (Nhớ nhà), trích từ Nội Mông tổ khúc do ông sáng tác năm 1937 cho violon và dàn nhạc, là tác phẩm nổi tiếng nhất của ông. Đây cũng là một trong những bài được phổ biến nhiều nhất tại Trung Quốc trong thế kỷ thứ 20.
Qua Pháp học violon từ năm 11 tuổi [1923], ông là người Trung Quốc đầu tiên được nhận vào Nhạc viện Paris, năm 16 tuổi [1928]. Về Trung Quốc, ông giảng dạy tại Nam Kinh [1934] và Trung Sơn [1937], sáng lập Nhạc viện Quảng Châu [1931] và Hương Cảng [1938]. Ông cũng thành lập và chỉ huy Dàn nhạc Giao hưởng Trung Hoa tại Trùng Khánh [1940] dưới thời Trung Hoa Quốc Dân Đảng. Giám đốc đầu tiên [1949–1966] của Học viện Âm nhạc Trung ương dưới thời Cộng hòa Nhân dân Trung Hoa, ông bị bức hại khi phong trào Cách mạng Văn hóa vừa tung ra [1966]. Ông và gia đình trốn thoát qua Hương Cảng [1967] và lưu vong tại Hoa Kỳ từ đó. Ông được phục hồi danh dự năm 1985. Năm 2007, tro cốt ông được đem về Trung Quốc.